# روز مارتین لوتر کینگ جونیور
روز مارتین لوتر کینگ (نام رسمی: زادروز مارتین لوتر کینگ جونیور) یکی از تعطیلات رسمی سراسری فدرال در ایالات متحده است که به مناسبت سالروز تولد مارتین لوتر کینگ جونیور در سومین دوشنبه ماه ژانویه هر سال در نظر گرفته شده که تقریباً مصادف است با پانزدهم ژانویه (برابر با بیست و پنجم دی ماه)، زاد روز مارتین لوتر کینگ رهبر جنبش مدنی سیاهان آمریکا.
این روز به یادآوری و تجلیل از زندگی و دست‌آوردهای مارتین لوتر کینگ اختصاص دارد و در تقویم ایالات متحد آمریکا یکی از روزهای تعطیل رسمی سال، یعنی روزی که همه ایالت‌های آمریکا آن را به رسمیت می‌شناسند، روز تولد مارتین لوتر کینگ است. در این روز مردم، مارتین لوتر کینگ و خدمت او را پاس می‌دارند و یادبود این کشیش سیاه پوست آمریکایی برنده جایزه صلح نوبل و رهبر جنبش حقوق مدنی آمریکا را با انجام مراسم و برنامه‌های گسترده برپا می‌کنند.
مارتین لوتر کینگ رهبر پرنفوذ جنبش مسالمت آمیز حمایت از حقوق مدنی آمریکاست که فعالیت‌هایش به تغییر قوانین تبعیض‌آمیز نژادی در قوانین فدرال و قوانین ایالتی انجامید. مردم جهان او را به عنوان قهرمان مبارزه با تبعیض نژادی می‌شناسند. مبارزه‌ای که برای پایان دادن به جداسازی نژادی در وسایل نقلیه عمومی در مونتگمری آلاباما آغاز شد و با تلاش برای دست یابی به برابری نژادی در آمریکا ادامه یافت.
بسیاری از مدارس آمریکا این روز را صرف آموختن زندگی و آرا و فعالیت‌های مارتین لوتر کینگ به دانش آموزان، از دوره ابتدایی تا دبیرستان می‌کنند و در سال‌های اخیر با قرار دادن پسوند «خدمت» به عنوان این روز، نهاد قانون‌گذاری آمریکا، آمریکایی‌ها را تشویق می‌کند که در این روز بخشی از وقت خود را به صورت داوطلبانه در اختیار گروه‌های فعال مدنی قرار دهند.

## تاریخچه

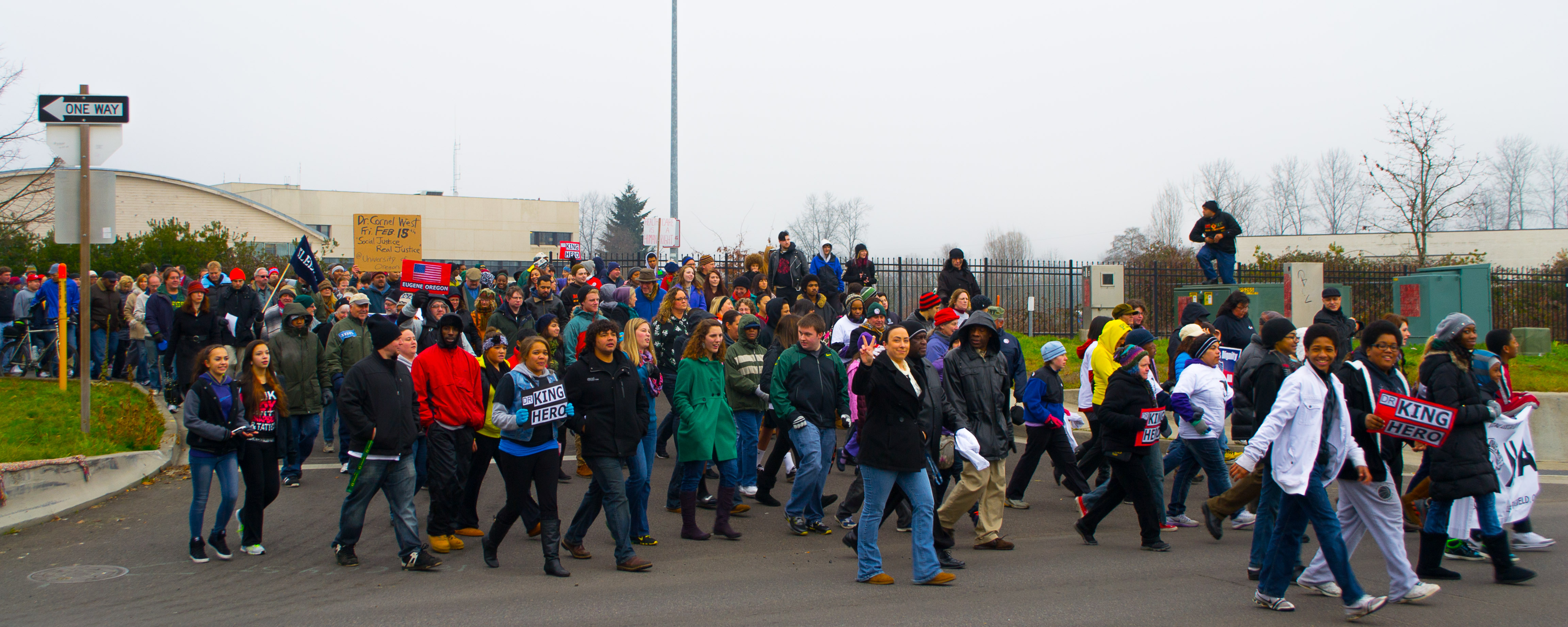
رژه روز مارتین لوتر کینگ در اورگان

تلاش برای اختصاص دادن یک روز تعطیل رسمی در سراسر آمریکا به گرامی داشت مارتین لوتر کینگ، اندکی پس از ترور کینگ در سال ۱۹۶۸ آغاز شد. از جمله این تلاش‌ها تهیه توماری بود با امضای بیش از شش میلیون نفر از مردم آمریکا بود که در آن از کنگره آمریکا خواستار اختصاص دادن یک روز تعطیل رسمی در سال روز تولد کینگ شده بودند. این تومار در سال ۱۹۷۰ به کنگره تسلیم شد و طولانی‌ترین نامه درخواست در تاریخ آمریکا به‌شمار می‌رود. سرانجام این پیشنهاد به تصویب قانونگذاران رسید و در سال ۱۹۸۳ رونالد ریگان، رئیس‌جمهور وقت آمریکا، قانون آن را امضا کرد.
با این حال این قانون تا سال ۱۹۸۶ به اجرا درنیامد. در این سال نیز به هنگام تصویب این قانون، در آغاز با مخالفت یا مقاومت برخی از ایالت‌های آمریکا روبرو شد که یا در اساس با آن مخالف بودند یا آن را در ترکیب با مناسبت‌های دیگر قرار می‌دادند. مخالفان از جمله استدلال می‌کردند که دکتر کینگ شهروندی عادی است نه مقامی دولتی و رسمی. از این رو تعطیل رسمی برای تولد او را خارج از معیارها و ضابطه‌های موجود آمریکا می‌شمردند. در واقع مارتین لوتر کینگ اولین شهروند عادی سیاه آمریکایی است که روز تولدش به حکم قانون در سراسر آمریکا تعطیل رسمی است.
هم اکنون در ایالت‌های آریزونا و نیوهمپشایر این روز با روز حقوق مدنی هم‌زمان است و در ایالت آیداهو آن را با روز حقوق بشر درمی‌آمیزند. ایالت‌های می‌سی‌سی‌پی، جورجیا، آلاباما و آرکانزاس این روز را با تولد ژنرال رابرت لی، فرمانده مشهور نیروهای ارتش متحد جنوب در دوران جنگ‌های داخلی و جنگ‌های انفصال آمریکا همزمان جشن می‌گیرند. امری که متضمن نوعی تناقض است. زیرا یک ژنرال جنگ و یک هوادار حقوق مدنی و هوادار صلح را در کنار هم می‌گذارد. مارتین لوتر کینگ علاوه بر مبارزات ضد تبعیض نژادی یک چهره ضد جنگ و از مخالفان آشکار جنگ ویتنام بود. او در سخنرانی‌هایش بارها تأکید می‌کرد که مسیر پول و نیرویی که به ویتنام سرازیر می‌شود باید به سوی زاغه‌ها و محلات فقیرنشین آمریکا، چه سیاه و چه سفیدنشین تغییر کند. او به جای جنگ ویتنام خواستار نبرد با فقر بود.
روز تولد مارتین لوتر کینگ برای اولین بار رسماً در سال ۲۰۰۰ در هر پنجاه ایالت آمریکا تعطیل شد.
روز مارتین لوتر کینگ در ژانویه سال ۲۰۰۹ معنایی تازه یافت زیرا با مراسم تحلیف باراک اوباما برای ریاست جمهوری آمریکا و ورود اولین رئیس‌جمهوری آفریقایی تبار آمریکا به کاخ سفید همزمان شد. اوباما بخشی از سخنرانی سوگندش را به یادآوری از دکتر مارتین لوتر کینگ اختصاص داد.

## روز مارتین لوتر کینگ و روز خدمت

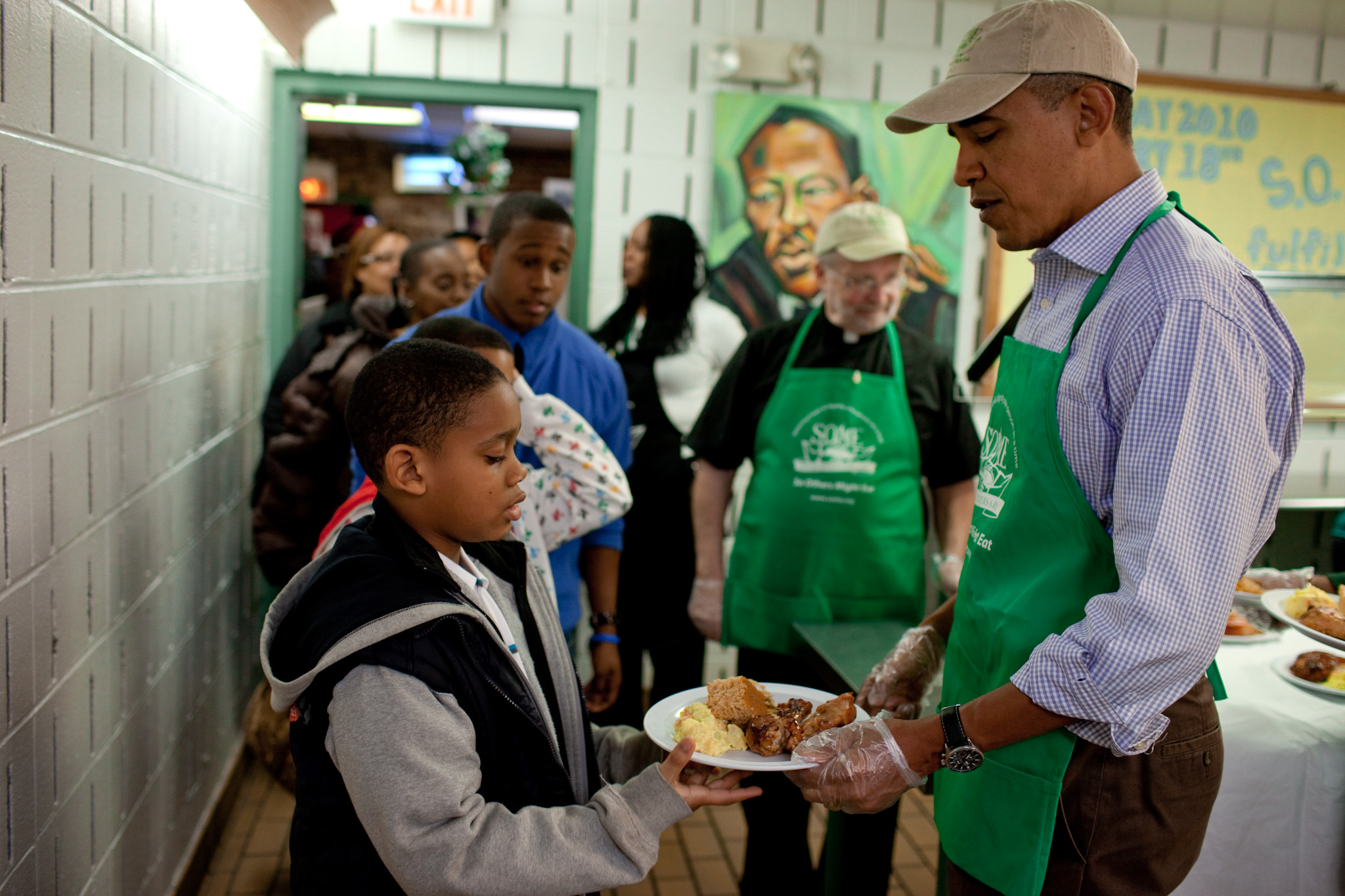
باراک اوباما رئیس جمهور آمریکا در حال خدمت و سرو کردن ناهار به افتخار روز مارتین لوتر کینگ در ناهار خوری یکی از سازمان‌های غیرانتفاعی، واشینگتن، ۱۸ ژانویه ۲۰۱۰

خدمت به دیگران یکی از مهم‌ترین پیام‌هایی بود که مارتین لوتر کینگ در خطابه‌هایش به مردم منتقل می‌کرد. او می‌گفت «ضروری‌ترین پرسش همیشگی انسان از زندگی اش این است: برای دیگران چه کرده‌ام؟» پیشنهاد نام‌گذاری روز تولد مارتین لوتر کینگ به عنوان روز مارتین لوتر کینگ و روز خدمت را در آغاز هاریس وافورد سناتور پیشین پنسیلوانیا و جان لویس، نماینده آتلانتا در کنگره، به صورت طرحی مشترک به کنگره ارائه دادند. به موجب این طرح، نهاد قانونگذاری آمریکا باید شهروندان آمریکا را تشویق کند که روز تعطیل تولد کینگ را، روز کار داوطلبانه شهروندی بشمارند. این طرح تصویب شد و در ۲۳ اوت ۱۹۹۴ با امضای بیل کلینتون به صورت قانون و لازم‌الاجرا برای همه ایالت‌های آمریکا درآمد. بسیاری از دانشگاه‌ها و نهادها در بسیاری از نقاط آمریکا این روز خدمت را گرامی می‌دارند و بسیاری از شهروندان در سراسر کشور داوطلبانه گرد می‌آیند تا با اهدای وقت و کار خود به سؤال بالا پاسخ دهند.
باراک اوباما، رئیس‌جمهوری آمریکا، در ماه ژوئن سال ۲۰۰۹ با الهام از وجه «خدمت به دیگران» در آموزه‌های کینگ، و با نقل این جمله او که «هر فرد انسانی بزرگ است زیرا هر فرد انسانی می‌تواند خدمت کند»، از ابتکار خود با نام «برای خدمت متحد شویم» و از راه اندازی وب سایتی رسمی برای گردآوردن و تشویق داوطلبان در سراسر کشور خبر داد. این وب سایت که نشانی آن serve.gov است، از برنامه‌های متنوع کاخ سفید و مردم در هفته خدمت مارتین لوتر کینگ خبر می‌دهد.

## روز مارتین لوتر کینگ در خارج از آمریکا
علاوه بر آمریکا، برخی دیگر از کشورهای جهان نیز تولد مارتین لوتر کینگ را گرامی می‌دارند. از جمله در هیروشیمای ژاپن این روز تعطیل رسمی است. شهرداری این شهر در این روز ضیافتی عام برگزار می‌کند و آن را به عنوان «فراخوان هیروشیما به صلح از راه پیام حقوق بشر مارتین لوتر کینگ» به کار می‌برد. در تورنتوی کانادا نیز در این روز مراسمی برگزار می‌شود.
گذشته از این مراسم رسمی، در سراسر جهان نهادهای مدافع صلح و حقوق مدنی از این روز برای رساندن پیام‌های خود استفاده می‌کنند. گروه‌های موسیقی، نمایش، سینما، نویسندگان و دیگر هنرمندان و فعالان فرهنگی نیز در این روز با استفاده از سخنان و زندگی کینگ یاد او را بزرگ می‌دارند.